# NGC 5529
NGC 5529 là một thiên hà xoắn ốc trung gian cạnh  trong chòm sao Mục Phu. Nó nằm cách xa khoảng 144 triệu năm ánh sáng (44 megapixel) và được William Herschel phát hiện vào ngày 1 tháng 5 năm 1785.
NGC 5529 là một thiên hà trung gian cạnh. Nó nằm gần các thiên hà lùn PGC 50952 và PGC 50925.
Hydrocarbon thơm đa vòng (PAHs) đã được phát hiện trong phổ hồng ngoại giữa của NGC 5529. PAH đã được chứng minh là chỉ xuất hiện trong các thiên hà với sự hình thành sao gần đây.